# Anna van Saksen (1836-1859)
Anna Maria Maximiliane Stephanie Caroline Johanna Louise Xaveria Nepomucena Aloysia Benedicta van Saksen (Dresden, 4 januari 1836 - Napels, 10 februari 1859) was een Saksische prinses uit het Huis Wettin.
Zij was het zevende kind en de vierde dochter van koning Johan van Saksen en Amalia Augusta van Beieren.
Op 24 november 1856 trouwde ze met prins Ferdinand van Habsburg-Lotahringen, die later de laatste groothertog van Toscane zou zijn. Het paar kreeg twee kinderen: Marie Antoinette (1858-1893) en een doodgeboren dochtertje, na wier geboorte Anna zelf ook het leven liet. Haar weduwnaar zou vervolgens zeer korte tijd de groothertogelijke troon van Toscane bezetten en later hertrouwen met Alice van Bourbon-Parma, die hem nog tien kinderen zou schenken.